# Kostel svatého Václava (Písek)
Kostel svatého Václava je filiální římskokatolický kostel nacházející se v západní části Písku. Byl postaven pravděpodobně v první polovině 13. století a je nejstarším dochovaným kostelem ve městě. Budova je chráněna jako kulturní památka České republiky.. Unikátem kostela jsou odkryté nejstarší dochované fresky v Evropě zobrazující upálení Mistra Jana Husa.

## Stavební historie
Kostel je patrně nejstarší církevní stavbou na území dnešního Písku. První písemná zmínka o něm pochází z roku 1378, ale předpokládá se, že byl postaven v raně gotickém slohu již před polovinou 13. století, tj. ještě před založením města. Z kompletně dochovaného původního základového zdiva je vidno, že svými rozměry byl původní kostel prakticky totožný se současným, bližší informace o jeho přesné podobě však nejsou známky. Ve 30. nebo na počátku 40. let 16. století došlo k zásadní rekonstrukci – stržení původní patrně již zchátralé budovy a vystavení nového goticko-renesančního kostela na původních základech. Kostel byl utrakvistický, čemuž odpovídá i tematika dochované interiérové výmalby z té doby. Za Třicetileté války byl kostel poškozen a následně v letech 1695–1697 výrazně zvýšen a zaklenut v barokním slohu. Autorem projektu byl italský architekt Giacomo Antonio di Maggi (1651–1706), působící tehdy ve Schwarzenberských službách na Hluboké. Obvodové zdivo nízké renesanční stavby zůstalo však pod omítkami téměř kompletně zachováno, a to i s výmalbou interiéru, objevenou při opravách na počátku 21. století. V roce 1719 byla přistavena kostelní věž, v letech 1729–1732 kaple sv. Prokopa a v roce 1740 kruchta. K posledním stavebním úpravám došlo v průběhu rekonstrukce v letech 1891 a 1892.

## Exteriér
Kostel je barokní jednolodní stavba, dlouhá 20 m a široká 10 m. Hranolová věž, přiléhající k severnímu boku presbyteria, je vysoká 35 m a je opatřena osmibokou cibulovou bání s lucernou, menší věží a koulí. Na jejím vrcholu se nachází korouhev s postavou sv. Václava na koni. Ve věži se nachází jediný zvon, ulitý roku 1546 a nazvaný Cornelius, který je nejstarším dochovaným zvonem ve městě. Dva menší zvony, které zde původně visely, padly za oběť první válečné rekvizici. Při východní straně věže se nachází věžička s vřetenovým schodištěm do prvního poschodí.
Vnější fasáda kostela není členěna, její hlavní výzdobu představuje jižní vstupní portál, jenž má kamenné ostění s bohatou architektonickou dekorací z roku 1745. Portál byl postaven píseckým kameníkem Štěrbou podle návrhu řezbáře Jana Chládka. U severní stěny lodi jsou odhaleny části středověkého základového zdiva. Kostel je obklopen hřbitovem a na severní straně je do hřbitovní zdi zabudována barokní kaple s kostnicí z let 1729-1732, zasvěcená sv. Prokopu a Panně Marii, tvořená vyšší středem a dvěma nižšími křídly. Z důvodu opakované devastace vandaly je kaple bez vybavení.

## Interiér
Loď i presbyterium kostela stavebně splývají a jsou zaklenuty valenou klenbou s trojúhelnými lunetovými výsečemi. Prostor pod kruchtou z roku 1740 stojí na dvou pilířích a je sklenut křížovou klenbou. Z presbyteria do čtvercové sakristie se vstupuje pozdně gotickým portálkem.
Nejhodnotnější částí vnitřní zařízení jsou barokní varhany z roku 1740, jejichž autorem je Václav Pantoček z Dačic.

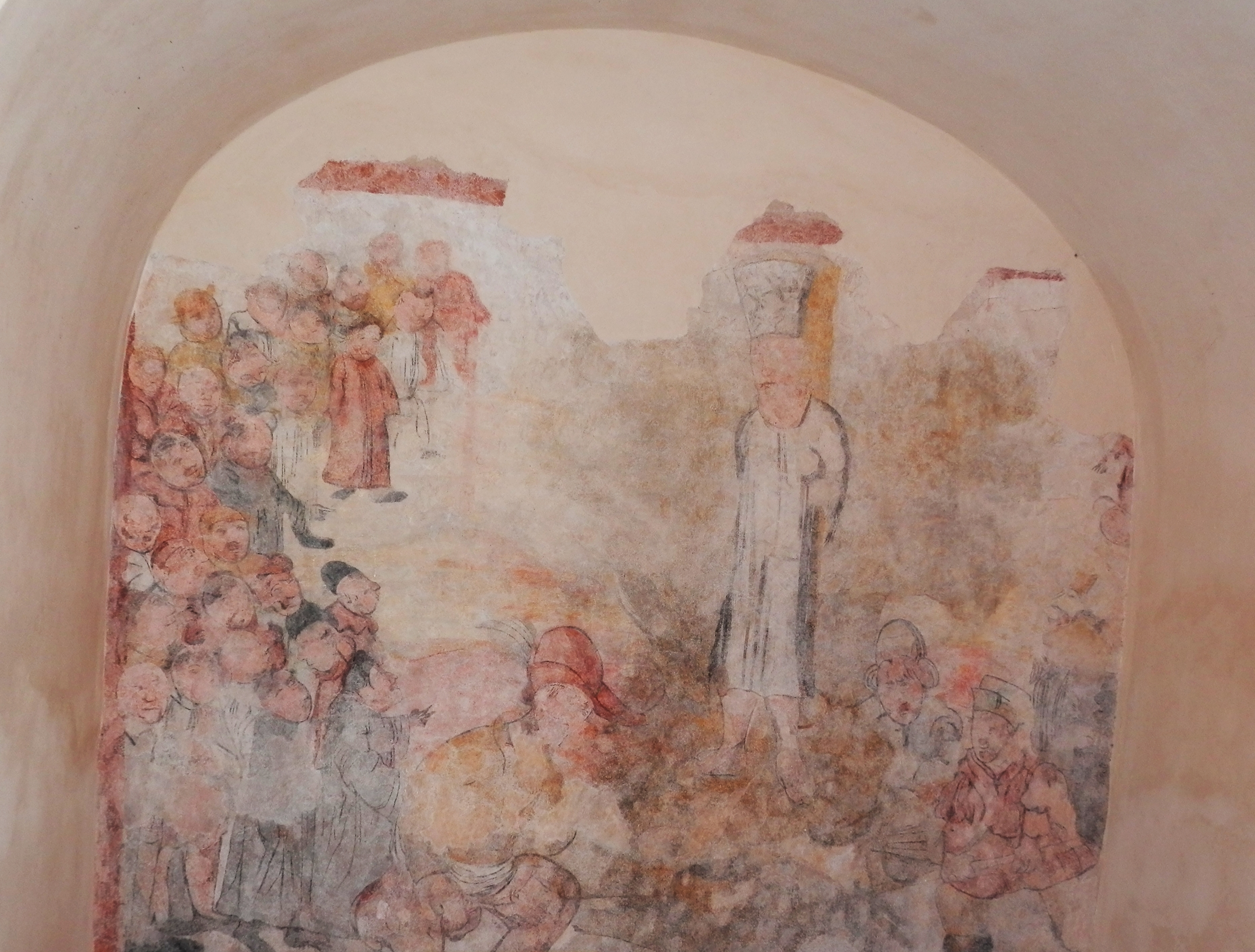
Upálení Mistra Jana Husa

Hlavní oltář a kazatelnu vytvořil v roku 1892 pražský řezbář Josef Krejčík. Na dřevěném vyřezávaném oltáři v novorenesančním stylu se ve středu nachází socha sv. Václava. Protože původní socha byla v 90. letech 20. století ukradena, byla roku 2004 nahrazena barokní sochou zobrazující téhož světce, pocházející z kaple sv. Jana Nepomuckého píseckého děkanského kostela.
V bočních nikách na konzolách se nacházejí vlevo socha sv. Víta a vpravo socha sv. Zikmunda. Novorenesanční kazatelna je zdobena reliéfními kazetami s motivy vinné révy a obilí a textovými páskami představujícími Ježíše Krista se čtyřmi evangelisty. Naspodu polygonální stříšky se nachází holubice Ducha svatého. Obětní stůl, nově upravený v roce 2004, je zdoben reliéfními kazetami s předobrazy Kristovy oběti.
Kostelní lavice pocházejí z roku 1762. Mosazný rozvilinový lustr v historizujícím stylu byl vyroben počátkem 20. století.